# The Ills
The Ills is een Slowaakse rockformatie uit Bratislava ontstaan in 2008. De band speelt instrumentale rockmuziek.

## Bandleden
- Martin Krajčír - gitaar
- Peter Berák - basgitaar
- Miroslav Luky - gitaar
- Ľuboš Hodás - drums

## Discografie

### Studioalbums
- We Love Silence, But Silence Is Awkward (2009)
- To Wish Impossible Things (2010)
- Splendor (2012)
- Zoya (2014)
- Ornamental Or Mental (2016)
- Disco Volante / Mt. Average (2019)